# 1998年北爱尔兰法令
1998年北愛爾蘭法令（英語：Northern Ireland Act 1998）是英國國會通過的一項法案，允許英國政府在對北愛爾蘭數十年的直接統治後將權力移交給北愛爾蘭。
1998年北愛爾蘭法令將根據1998年《北愛爾蘭（選舉）法》設立的新北愛爾蘭議會更名為北愛爾蘭議會。
它廢除了1920年愛爾蘭政府法令和1973年北愛爾蘭憲法法令的部分內容，並於1998年《貝爾法斯特協議》之後制定了符合歐盟和北愛爾蘭和平進程的新規則。
1998年北愛爾蘭法令規定北愛爾蘭議會由108名議員組成。北愛爾蘭議會的議員獲得任期保障。北愛爾蘭仍然是英國的一部分，除非北愛爾蘭民眾舉行脫離英國的公投並獲得多數票同意後始脫離英國之統治。如果北愛爾蘭事務大臣認為大多數北愛爾蘭選民有表達成為希望愛爾蘭之一部分的願望，他有權要求北愛爾蘭舉行全民公投。北愛爾蘭議會有權修改英國國會的任何法案，只要它“是北愛爾蘭法律的一部分”。